# کوه حلال
کوه حلال (به عربی: جبل الحلال) یک کوه در مصر است که در استان سینای شمالی واقع شده‌است. کوه حلال ۹۱۰ متر بالاتر از سطح دریا واقع شده‌است.